# 田徑誠信委員會
田徑誠信委員會（Athletics Integrity Unit，AIU）是一個打擊田径运动中兴奋剂濫用的監督機構，由国际田径联合会于2017年4月創辦。该機構独立于国际田联运作。该组機構在國際比賽後會收集運動員的血液样本進行分析，以確認運動員是否服用禁藥。